# Telat Ünal
Telat Ünal (* 29. Oktober 1994 in Hallein) ist ein österreichischer Fußballspieler.

## Karriere
Ünal begann seine Karriere beim 1. Halleiner SK. Im September 2002 wechselte zur ÖTSU Hallein. Im Jänner 2007 kam er in die Jugend des FC Red Bull Salzburg, bei dem er ab der Saison 2008/09 auch in der Akademie spielte. Im September 2010 wechselte er zum SV Grödig.
Zur Saison 2011/12 rückte er in den Kader der achtklassigen dritten Mannschaft von Grödig. Im März 2012 spielte er auch erstmals für die Amateure des Vereins in der Salzburger Liga. Bis Saisonende kam er zu 15 Einsätzen in der 2. Klasse für Grödig III und zehn Einsätzen für die Amateure in der vierthöchsten Spielklasse. Nach weiteren sechs Einsätzen für die dritte Mannschaft wechselte er im April 2013 zur siebtklassigen zweiten Mannschaft des SV Seekirchen 1945. Für diese kam er bis zum Ende der Saison 2012/13 zu sieben Einsätzen, zudem stieg er mit dem Team zu Saisonende in die 2. Landesliga auf. Im März 2014 spielte Ünal gegen den FC Wacker Innsbruck II erstmals für die erste Mannschaft von Seekirchen in der Regionalliga. In der Saison 2013/14 spielte er zehn Mal in der dritthöchsten Spielklasse und 15 Mal für die Reserve in der sechsthöchsten. In der Saison 2014/15 kam er zu 26 Regionalligaeinsätzen, in denen er sechs Tore erzielte. In der Saison 2015/16 spielte er 19 Mal in der Regionalliga und machte zwei Tore.
Zur Saison 2016/17 kehrte er zum Ligakonkurrenten Grödig zurück. Nun für die erste Mannschaft spielend, kam er in jener Spielzeit zu 17 Einsätzen in der Regionalliga und erzielte dabei zwei Tore. Nach der Saison 2016/17 verließ er den Verein wieder. Nach einem halben Jahr ohne Verein schloss Ünal sich im Jänner 2018 dem viertklassigen TSV Neumarkt an. Für Neumarkt erzielte er bis zum Ende der Saison 2017/18 fünf Tore in neun Einsätzen in der Salzburger Liga.
Zur Saison 2018/19 wechselte er in die Türkei zum unterklassigen Görelespor. In der Winterpause kehrte er wieder nach Neumarkt zurück, wo er weitere elf Spiele in der vierten Liga absolvierte. Im September 2019 wechselte Ünal nach Deutschland zum sechstklassigen SB Chiemgau Traunstein. In der Landesliga kam er bis zur durch die COVID-19-Pandemie bedingten Saisonunterbrechung zu elf Einsätzen. Zur Saison 2020/21 wechselte er ein zweites Mal in die Türkei, diesmal zum Drittligisten Zonguldak Kömürspor. Sein Debüt in der TFF 2. Lig gab er im September 2020, als er am zweiten Spieltag jener Saison gegen den Niğde Anadolu FK in der Startelf stand und in der Halbzeitpause durch Yılmaz Daler ersetzt wurde. Dies blieb sein einziger Einsatz, im November 2020 verließ er die Türken wieder. Nach über einem Jahr ohne Verein kehrte er im Februar 2022 nach Österreich zurück und wechselte zum viertklassigen UFC Hallein.